# Chozas de Abajo
Chozas de Abajo ist eine Gemeinde (Municipio) mit 2.678 Einwohnern (Stand: 2024) in der Provinz León der Autonomen Gemeinschaft Kastilien-León. Die Gemeinde besteht neben dem namensgebenden Hauptort aus den Ortschaften Antimio de Arriba, Ardoncino, Banuncias, Cembranos, Chozas de Arriba, Méizara, Mozóndiga und Villar de Mazarife.

## Geographie
Chozas de Abajo liegt etwa zwölf Kilometer südwestlich von León in einer Höhe von ca. 880 m.

## Bevölkerungsentwicklung
| Jahr        | 1900 | 1950 | 1981 | 1991 | 2001 | 2011 | 2021 |
| ----------- | ---- | ---- | ---- | ---- | ---- | ---- | ---- |
| Einwohner   | 2830 | 3561 | 2221 | 2258 | 2111 | 2438 | 2596 |
| Quelle: INE |      |      |      |      |      |      |      |

## Sehenswertes
- Martinskirche (Iglesia de San Martín) mit bemerkenswertem Glockenturm

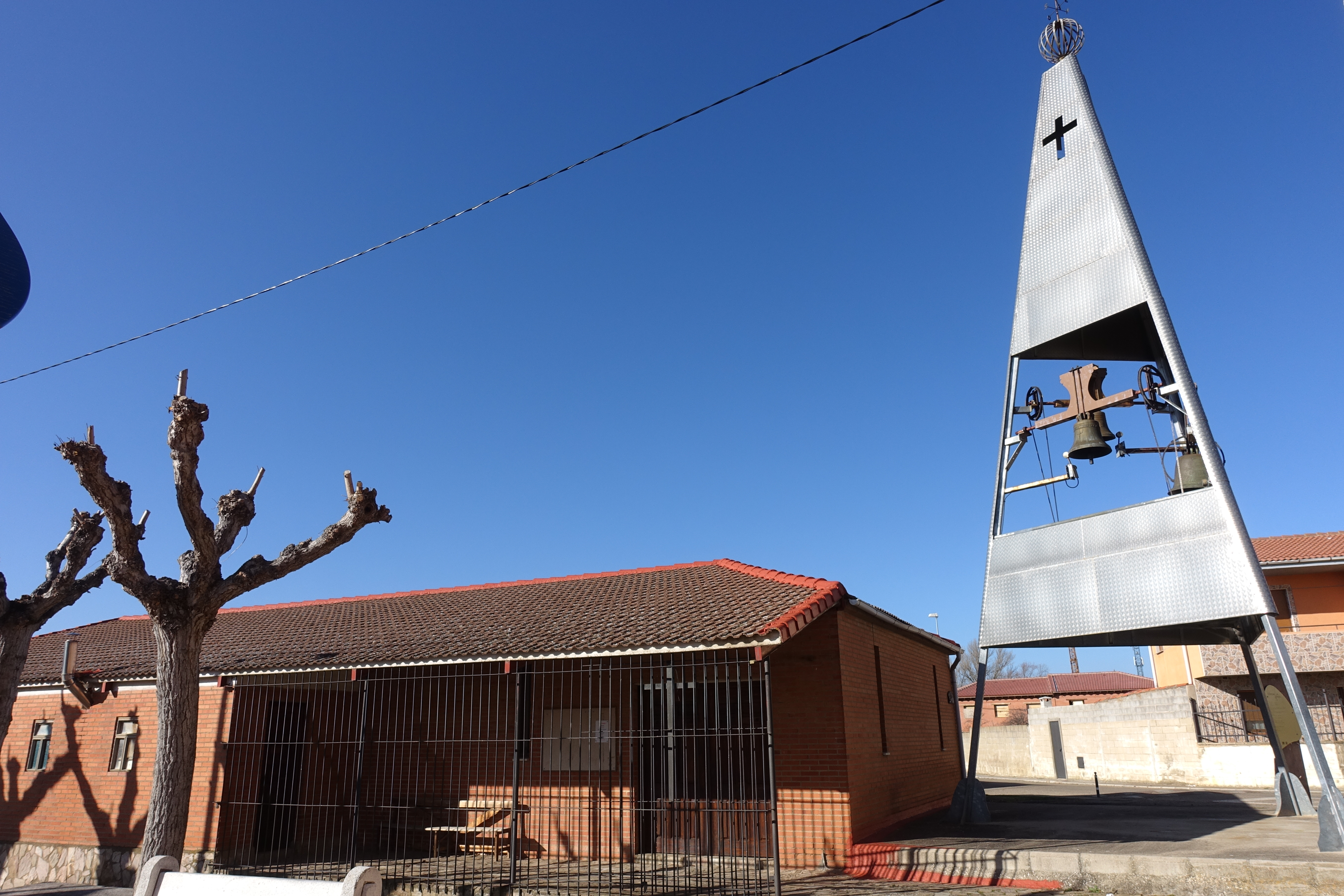
Martinskirche
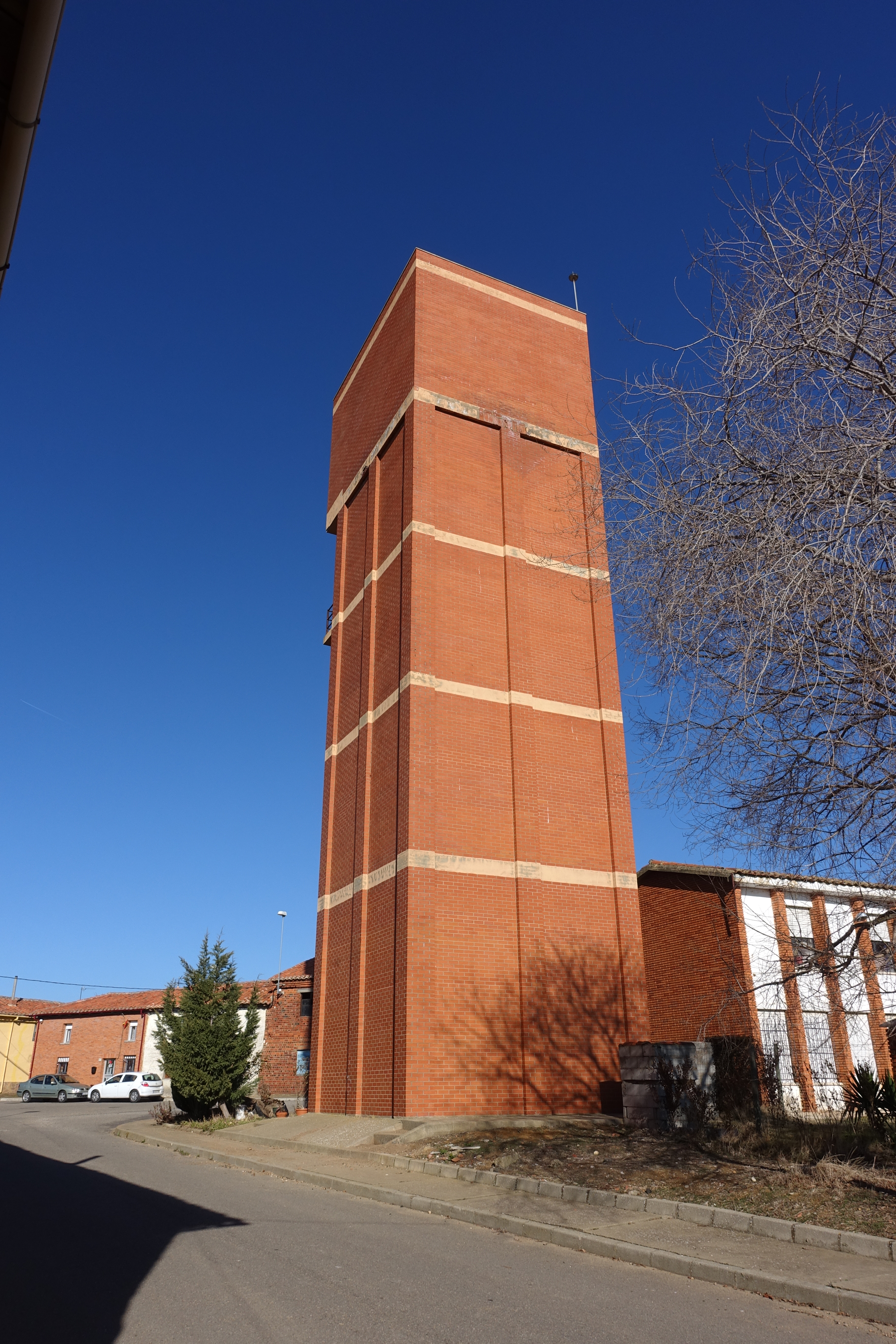
Wasserturm
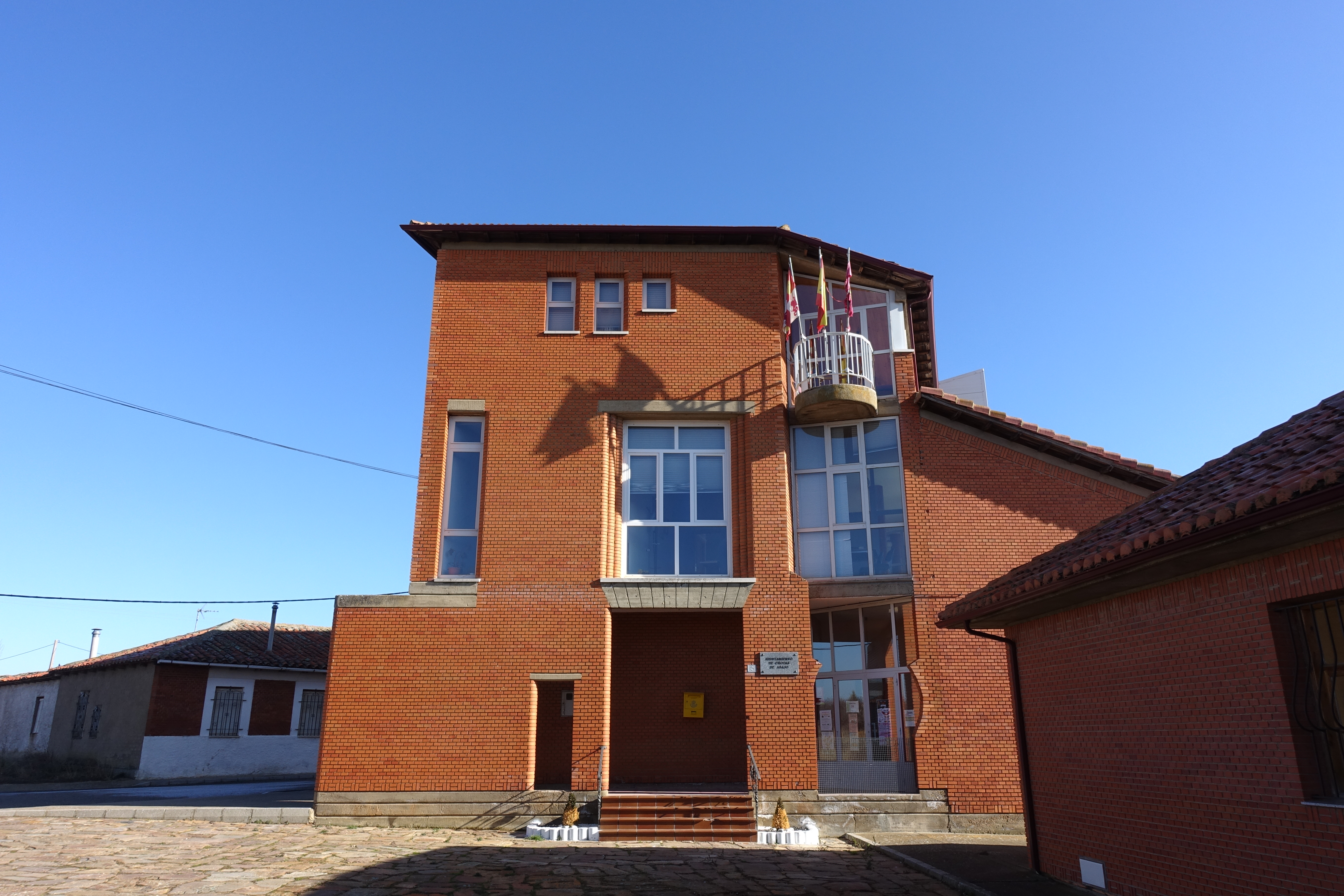
Rathaus